# 매킨토시 XL
매킨토시 XL(Macintosh XL)은 애플 리사 2에서 기능이 개선된 애플 리사 2/10(Lisa 2/10)을 매킨토시 제품군으로 편입한 모델이다. 약 3,995 달러에 판매되었다.
매킨토시 XL은 함께 제공되는 프로그램으로 MacWorks XL이 있다. MacWorks는 1984년 4월에 첫 선보인 프로그램으로 에뮬레이션을 통해서 매킨토시 시스템을 구동시킬 수 있다. 이후 1984년 가을에 하드디스크를 지원하는 MacWorks가 나왔고, 1985년 1월에 매킨토시 XL과 함께 MacWorks XL을 내놓았다. 이후 1988년 8월에 MacWorks Plus 등을 내놓음으로서 시스템 6.0.3까지 구동시킬 수 있고, 후속으로 나온 MacWorks Plus II를 통하여 시스템 7.5.5까지 구동시킬 수 있다.
매킨토시 XL은 모토로라 68000 (5 MHz) CPU와 512KB의 RAM, 400K 3.5인치 플로피 디스크 드라이브와 내부 10MB 전용 위젯 하드 디스크 드라이브가 장착되어 있고, 외부 병렬 인터페이스 카드를 추가하여 5, 10MB 하드 디스크를 추가로 장착할 수 있다. 출시 당시에는 '해킨토시(Hackintosh)'이란 별칭으로도 불렸다. 원래 해킨토시라는 명칭은 이 매킨토시 XL를 가리켰으나, 훗날 인텔 프로세서로 전환하면서 PC에서 맥 OS X를 구동할 수 있게 만든 OSX86을 가리키게 된다. 매킨토시 XL은 1985년 4월 29일에 단종되었다.

## 같이 보기
- 매킨토시 128K
- 매킨토시 512K